# Њу Либерти (Ајова)
Њу Либерти (енгл. New Liberty) град је у америчкој савезној држави Ајова. По попису становништва из 2010. у њему је живело 137 становника.

## Демографија
Према попису становништва из 2010. у граду је живело 137 становника, што је 16 (13,2%) становника више него 2000. године.
| Група             | 2000.        | 2010.       |
| Белци             | 121 (100.0%) | 127 (92,7%) |
| Афроамериканци    | 0 (0,0%)     | 6 (4,4%)    |
| Азијати           | 0 (0,0%)     | 0 (0,0%)    |
| Хиспаноамериканци | 0 (0,0%)     | 0 (0,0%)    |
| Укупно            | 121          | 137         |